# Костенич, Иерофей Васильевич
Иерофей Васильевич Косте́нич (1854—1904) — русский врач, офтальмолог.

## Биография
Родился в 1854 году в д. Мужичок Климовичского уезда (ныне д. Озерная Хотимского района). Окончил Могилевскую гимназию (1876, золотая медаль)), физико-математический факультет Санкт-Петербургского университета (1880) и Военно-медицинскую академию (1883).
С 1894 года — клинический (ординарный) профессор по офтальмологии — сначала в Варшавском военном госпитале, затем в Николаевском военном госпитале в Санкт-Петербурге. Защитил докторскую диссертацию на тему «Развитие палочек и колбочек и наружного ядерного слоя в сетчатке зародыша человека» 1897.
Главный консультант Петербургской глазной лечебницы, а в дальнейшем её главный врач (директор). Руководил кафедрой офтальмологии Петербургского клинического института (1900—1904); в 1903 году успешно прооперировал катаракту обоих глаз у Д. И. Менделеева.
Похоронен в д. Красный Осовец (ныне — Быховский район Могилёвской области Республики Беларусь).